# Quận 11, Paris
Quận 11 của Paris (còn có tên là quận Popincourt, nhưng tên gọi này ít được dùng trong đời sống thường nhật) nằm ở bên hữu ngạn sông Seine. Nó tiếp giáp với các quận 3, 10, 12, 19 và 20. Con kênh Saint-Martin chảy ngầm dưới lòng đất của quận.
Quận 11 không phải là quận đông khách du lịch nhưng nó đã từng là nơi diễn ra những sự kiện lịch sử quan trọng. Quảng trường Bastille chính là nơi diễn ra cuộc Cách mạng Pháp, rồi tiếp tục các phong trào công nhân thế kỷ 19. Hiện nay khu vực quảng trường này trở thành một khu phố nhộn nhịp về đêm.
Năm 1999, dân số của quận là 149.102 người, với diện tích 367 ha, tức 40.627 người/km². Đây là quận có mật độ cao nhất Paris.